# Saint-Germain-des-Prés Café
Pour les articles homonymes, voir Saint-Germain-des-Prés.

Saint-Germain-des-Prés Café est une série de compilations de nu jazz.

## Saint-Germain-des-Prés Café
- Saint-Germain-des-Prés Café I
- Saint-Germain-des-Prés Café II
- Saint-Germain-des-Prés Café III
- Saint-Germain-des-Prés Café IV
- Saint-Germain-des-Prés Café 5
- Saint-Germain-des-Prés Café 6
- Saint-Germain-des-Prés Café 7
- Saint-Germain-des-Prés Café 8
- Saint-Germain-des-Prés Café 9
- Saint-Germain-des-Prés Café 10
- Saint-Germain-des-Prés Café - Paris (Coffret 10 CD)
- Saint-Germain-des-Prés Café 11
- Saint-Germain-des-Prés Café - The Blue Edition
- Saint-Germain-des-Prés Café - The Must-Have Cool Tempo Selection from Paris
- Saint-Germain-Des-Prés Café #1 (2018)[1]
- Saint-Germain-Des-Prés Café #2 (2019)[2]
- Saint-Germain-Des-Prés Café #3 (2020)[3]